# Milivoj Karakašević
Milivoj Karakašević (* 30. Juli 1948; † 26. März 2022) war ein jugoslawischer Tischtennisspieler und -trainer der 1970er und 1980er Jahre. Er gewann mehrfach bei Balkan-Meisterschaften und wurde 1976 mit der Mannschaft Europameister. Er war der Vater des Nationalspielers Aleksandar Karakašević.

## Werdegang
Mit 14 Jahren begann Milivoj Karakašević mit dem Tischtennissport. Auf Empfehlung seines Trainers Gajić spielte er im Penholder-Stil und wurde damit einer der sehr wenigen Penholder-Spieler in der europäischen Spitzenklasse.
Erste internationale Erfolge erzielte Milivoj Karakašević bereits Ende der 1960er Jahre. So gewann er mit der jugoslawischen Mannschaft 1968 die Balkan-Meisterschaften und 1969 die Mittelmeer-Meisterschaften, wo er im Mixed mit Maria Louka zudem noch das Endspiel erreichte. Von 1969 bis 1980 holte er noch 18 Medaillen bei den Balkanmeisterschaften: Sechsmal Gold mit der Mannschaft, dreimal Gold im Doppel sowie 1972 Gold im Einzel. Dazu kommen noch sieben zweite Plätze und eine Halbfinalteilnahme.
1977 gewann er die Meisterschaft von Jugoslawien im Einzel und im Doppel mit Zoran Kosanović.
Von 1970 bis 1982 nahm Milivoj Karakašević an allen sieben Europameisterschaften teil. Dabei erreichte er 1978 im Doppel mit Zoran Kosanović das Halbfinale, das gegen die Deutschen Jochen Leiß/Peter Stellwag verloren ging. Im Mannschaftswettbewerb wurde er 1976 Europameister sowie 1970 und 1972 Zweiter hinter Schweden. 1974 gab es Bronze.
Fünfmal wurde er für Weltmeisterschaften nominiert. Hier holte er mit der Mannschaft zwei Medaillen, nämlich 1971 Bronze und 1975 Silber.
Nach dem Ende seiner aktiven Laufbahn arbeitete Milivoj Karakašević von 1989 bis 2001 als Nationaltrainer für Jugoslawien und Serbien. Unter seiner Leitung wurde Jugoslawien 1991 Vizeweltmeister.

## Aktivitäten in Deutschland
1981 wechselte Milivoj Karakašević von STK Vojvodina Novi Sad zum deutschen Bundesligaverein TTC Herbornseelbach. Allerdings konnte er den Abstieg am Ende der Saison 1981/82 in die 2. Bundesliga nicht verhindern. Ein Jahr später erfolgte der Wiederaufstieg. Als die Mannschaft 1984 wieder absteigen musste, schloss er sich dem TTC Grünweiß Bad Hamm an. Weitere Vereinsstationen waren Valkenswaard (Niederlande) und Partizan Belgrad.

## Privat
Milivoj Karakašević war verheiratet und hat zwei Söhne. Von Beruf war er Ingenieur für Agrarwissenschaften. Zuletzt lebte er in Zemun, einem Stadtteil von Belgrad.

## Turnierergebnisse
| Verband | Veranstaltung            | Jahr | Ort        | Land | Einzel     | Doppel        | Mixed        | Team |
| ------- | ------------------------ | ---- | ---------- | ---- | ---------- | ------------- | ------------ | ---- |
| YUG     | Balkan Meisterschaft     | 1980 | Varna      | BUL  | Halbfinale |               | Silber       | 1    |
| YUG     | Balkan Meisterschaft     | 1976 | Samsun     | TUR  |            | Silber        | Silber       | 1    |
| YUG     | Balkan Meisterschaft     | 1974 | Athen      | GRE  | Silber     | Gold          |              | 1    |
| YUG     | Balkan Meisterschaft     | 1973 | Sombor     | YUG  | Silber     | Gold          |              | 1    |
| YUG     | Balkan Meisterschaft     | 1972 | Ankara     | TUR  | Gold       | Gold          |              | 1    |
| YUG     | Balkan Meisterschaft     | 1969 | Athen      | GRE  | Silber     |               | Silber       | 1    |
| YUG     | Balkan Meisterschaft     | 1968 | Skopje     | YUG  |            |               |              | 1    |
| YUG     | Europameisterschaft      | 1982 | Budapest   | HUN  | letzte 16  |               |              |      |
| YUG     | Europameisterschaft      | 1980 | Bern       | SUI  |            | Viertelfinale |              |      |
| YUG     | Europameisterschaft      | 1978 | Duisburg   | FRG  |            | Halbfinale    |              |      |
| YUG     | Europameisterschaft      | 1976 | Prag       | TCH  |            |               |              | 1    |
| YUG     | Europameisterschaft      | 1974 | Novi Sad   | YUG  | letzte 16  |               |              |      |
| YUG     | Europameisterschaft      | 1972 | Rotterdam  | NED  |            |               |              | 2    |
| YUG     | Europameisterschaft      | 1970 | Moskau     | URS  |            | Viertelfinale |              | 2    |
| YUG     | EURO-TOP12               | 1973 | Böblingen  | FRG  | 11         |               |              |      |
| YUG     | EURO-TOP12               | 1972 | Zagreb     | YUG  | 9          |               |              |      |
| YUG     | EURO-TOP12               | 1971 | Zadar      | YUG  | 7          |               |              |      |
| YUG     | Mittelmeer Meisterschaft | 1969 | Athen      | GRE  | 3. Platz   |               | Silber       | 1    |
| YUG     | Weltmeisterschaft        | 1981 | Novi Sad   | YUG  | Qual       | letzte 32     | keine Teiln. | 7    |
| YUG     | Weltmeisterschaft        | 1977 | Birmingham | ENG  | letzte 32  | letzte 64     | letzte 32    | 8    |
| YUG     | Weltmeisterschaft        | 1975 | Calcutta   | IND  | letzte 32  | letzte 64     | keine Teiln. | 2    |
| YUG     | Weltmeisterschaft        | 1973 | Sarajevo   | YUG  | letzte 32  | Viertelfinale | letzte 64    | 6    |
| YUG     | Weltmeisterschaft        | 1971 | Nagoya     | JPN  | letzte 64  | letzte 16     | Scratched    | 3    |